# Ронас-Хилл
Ронас-Хилл (англ. Ronas Hill) — гора в северной части острова Мейнленд в архипелаге Шетландских островов. Наивысшая точка Шетландских островов. Высота горы — 450 метров над уровнем моря.

## География
Расположена в северной части полуострова Нортмэйвин, соединённого с основной частью Мейнленда узким перешейком. Восточный склон горы выходит к проливу Йелл-Саунд, северо-западный склон к Атлантическому океану.

## Охрана природы
На территории заказника «Ронас-Хилл, Норт-Ро и Тингон» производится охрана двух видов птиц. Дербник (Falco columbarius) — шесть пар, 0,5 % всей популяции Великобритании. Краснозобая гагара (Gavia stellata) — 50 пар, 5,3 % популяции Великобритании (1994 год).